# Karin Holmgren

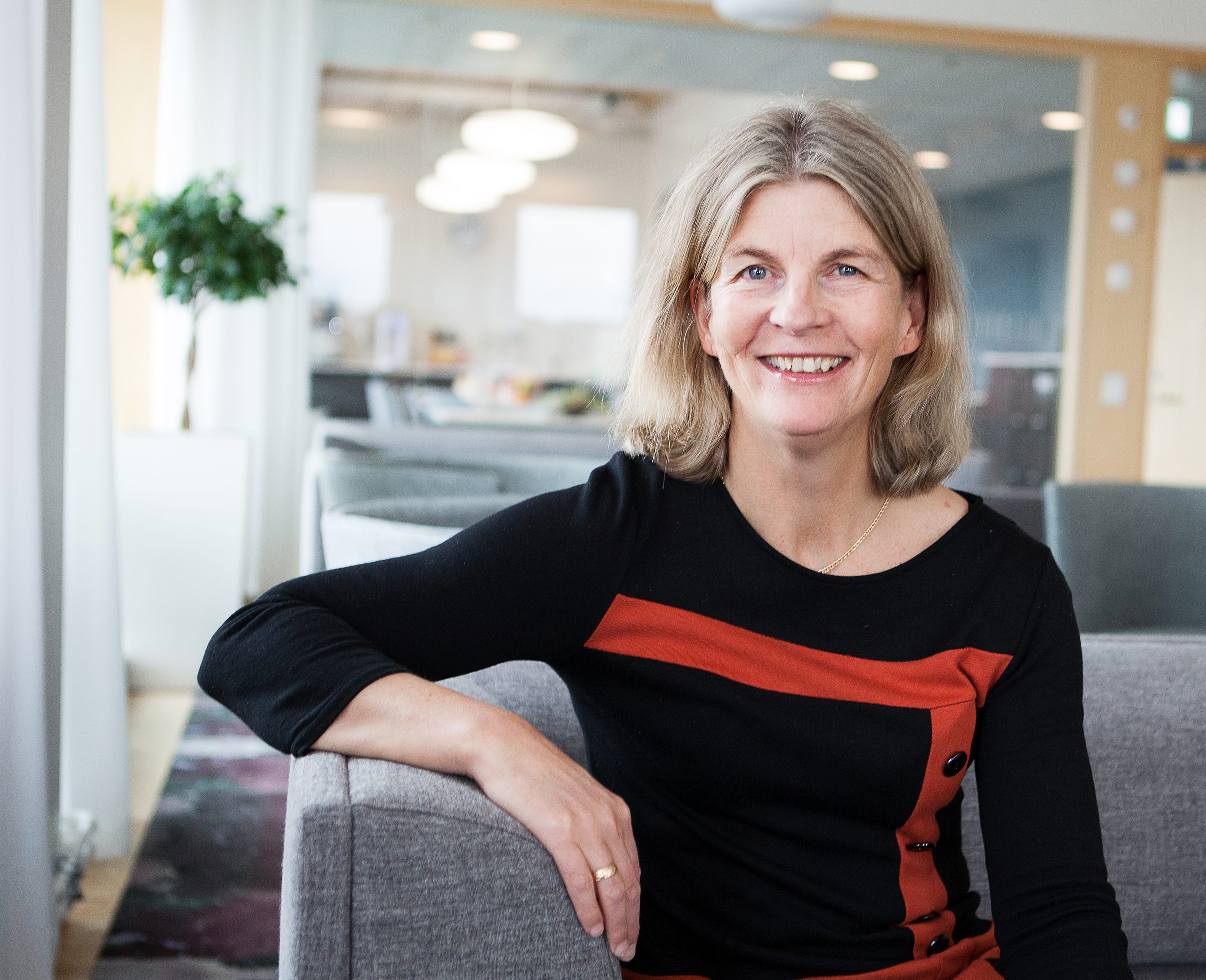
Karin Holmgren

Karin Holmgren (geboren 1959) ist eine schwedische Biologin und Geografin. Sie ist eine Professorin der physischen Geografie und war vom 1. Januar 2019 bis zum 30. Dezember 2021 Vizekanzlerin der Schwedischen Universität für Agrarwissenschaften.

## Karriere
Karin Holmgren studierte Biologie und Geowissenschaften an der Universität Stockholm. Sie arbeitete danach drei Jahre für die Schwedische Agentur für internationale Entwicklungszusammenarbeit (Sida) in Tansania und zwei Jahre im Hauptbüro der Sida in Stockholm.
Von 2010 bis 2015 war Holmgren Direktorin der strategischen Partnerschaft Navarino Environmental Observatory zwischen der Universität Stockholm, der Akademie von Athen und dem griechischen Ökotourismusunternehmen TEMES.
Nach langjähriger Tätigkeit als Professorin für die Universität Stockholm ist Holmgren seit dem 1. März 2016 Professorin für Naturgeographie an der Abteilung für Stadt- und Landentwicklung an der Schwedischen Universität für Agrarwissenschaften (SLU). Am 1. Januar 2019 wurde Holmgren Vizekanzlerin der SLU; das Mandat dauerte bis zum 30. Dezember 2021.